# Machimus arthriticus
Machimus arthriticus là một loài ruồi trong họ Asilidae. Machimus arthriticus được Zeller miêu tả năm 1840.